# Theo van Gogh (cineasta)
Theodoor (Theo) van Gogh (Haia, 23 de julho de 1957 – Amsterdã, 2 de novembro de 2004) foi um diretor e produtor de cinema e televisão, apresentador, roteirista, ator, crítico e autor.
Van Gogh trabalhou com a escritora e política somali Ayaan Hirsi Ali para produzir o curta-metragem Submission (2004), que criticava o tratamento das mulheres no Islã. Isto provocou indignação da comunidade muçulmana holandesa. Em 2 de novembro de 2004, Van Gogh foi assassinado por Mohammed Bouyeri, um muçulmano holandês-marroquino. O último filme que van Gogh completou antes de sua morte, 06/05, foi um trabalho de ficção sobre o assassinato do político holandês Pim Fortuyn (1948-2002). Foi lançado postumamente em dezembro de 2004, um mês após o assassinato de Van Gogh.

## Juventude
Theo van Gogh nasceu em 23 de julho de 1957 em Haia, nos Países Baixos, filho de Anneke e Johan van Gogh. Seu pai serviu no serviço secreto holandês ('AIVD', então chamado 'BVD'). Ele foi nomeado após seu tio paterno Theo, que foi capturado e executado enquanto trabalhava como combatente da resistência durante a ocupação nazista do país na Segunda Guerra Mundial. Theo van Gogh era bisneto de Theo van Gogh, negociante de arte e irmão do pintor Vincent van Gogh.

## Carreira
Depois de abandonar a faculdade de direito na Universidade de Amsterdã, Van Gogh tornou-se gerente de palco. Sua autoproclamada paixão era fazer filmes e ele fez sua estreia como diretor com o filme Luger (1981). Ele foi premiado com um Gouden Kalf por Blind Date (1996) e In het belang van de staat ("No Interesse do Estado", 1997). Para este último, ele também recebeu um "Certificado de Mérito" do Festival Internacional de Cinema de São Francisco. Como ator, ele apareceu no filme, De noorderlingen ("Os nortistas", 1992). Ele fez vários filmes (veja abaixo), muitos sobre temas políticos. A partir dos anos 1990, van Gogh também trabalhou na televisão.
Seu último livro (2003) foi Allah weet het beter ("Alá sabe melhor"), no qual ele condenou fortemente o Islã. Ele era um conhecido crítico do Islã, particularmente após a Revolução Iraniana e os ataques de 11 de setembro de 2001. Ele apoiou a candidatura da escritora Ayaan Hirsi Ali para o parlamento holandês, que foi eleita. Nascida na Somália, ela havia imigrado para os Países Baixos para escapar de um casamento arranjado. Ela se tornou escritora e política liberal.
Nos anos 1980, van Gogh tornou-se colunista de jornal. Ao longo dos anos, ele usou suas colunas para expressar sua frustração com políticos, atores, cineastas, escritores e outras pessoas que ele considerava parte do establishment. Ele se deliciava com a provocação e se tornou uma figura controversa, criticando frequentemente as culturas islâmicas. Ele usou seu site, De Gezonde Roker ("O fumante saudável"), para expressar duras críticas à sociedade multicultural. Ele disse que os Países Baixos estavam tão repletos de turbulências sociais que corriam o risco de se tornar "algo parecido com Belfast".

### Submission
Trabalhando a partir de um roteiro escrito por Ayaan Hirsi Ali, Van Gogh criou o curta de 10 minutos Submission. O filme trata da violência contra as mulheres em algumas sociedades islâmicas; ele conta as histórias, usando táticas de choque visual, de quatro mulheres muçulmanas abusadas. No filme, os corpos nus das mulheres, com textos do Alcorão escritos em henna, em alusão a rituais tradicionais de casamento em algumas culturas, são velados com mortalhas semitransparentes enquanto as mulheres se ajoelham em oração, contando suas histórias como se elas estivessem falando com Alá.
Em agosto de 2004, após a transmissão do filme na TV pública holandesa, o jornal De Volkskrant informou que o jornalista Francisco van Jole acusou Hirsi Ali e van Gogh de plágio, dizendo que eles se apropriaram das ideias da videoartista iraniana-estadunidense Shirin Neshat, que em seu trabalho também usou texto árabe projetado em corpos.
Após a transmissão, tanto Van Gogh quanto Hirsi Ali receberam ameaças de morte. Van Gogh não levou a sério as ameaças e recusou qualquer proteção. De acordo com Hirsi Ali, ele disse: "Ninguém mata o bobo da corte", um termo que ele frequentemente usava para descrever a si mesmo.

## Vida pessoal
Van Gogh era um membro da sociedade republicana holandesa Republikeins Genootschap, que defende a abolição da monarquia holandesa. Ele era um amigo e defensor do polêmico político holandês Pim Fortuyn, que foi assassinado em 2002.

## Assassinato

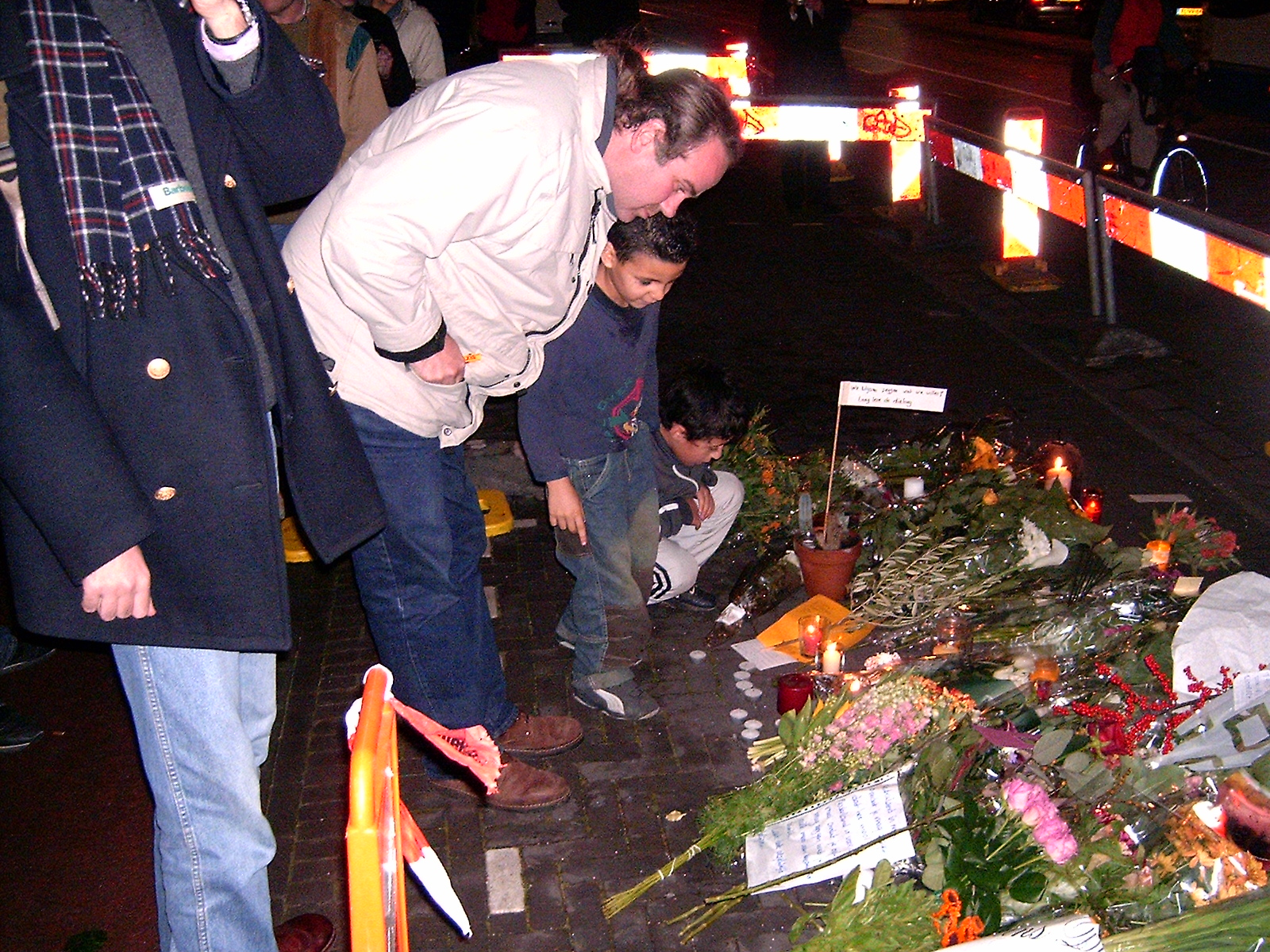
Lugar onde van Gogh foi assassinado.

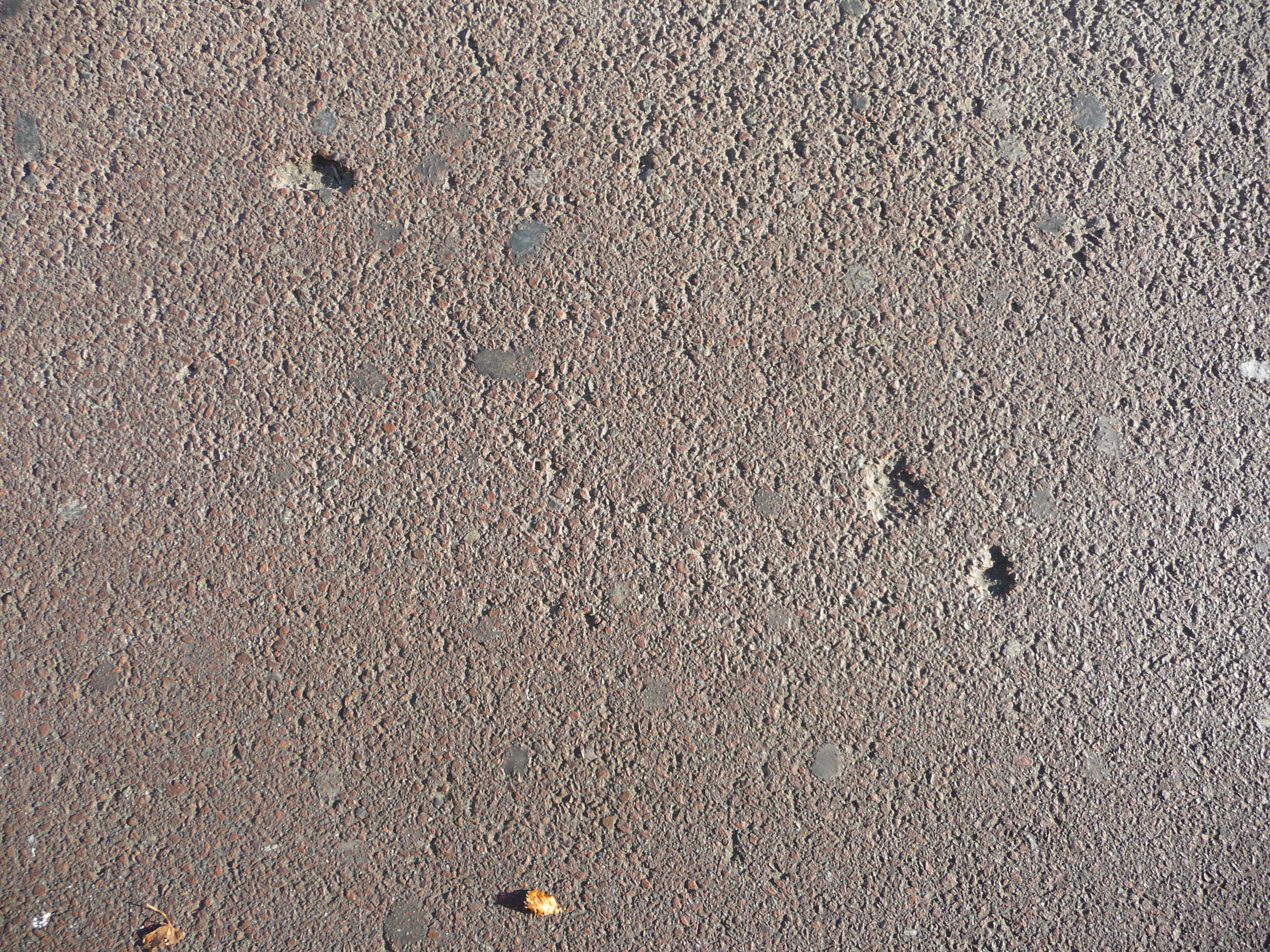
Dez anos após o assassinato, os buracos de bala ainda eram visíveis na ciclovia em frente à Linnaeusstraat 22 (foto tirada em 2 de novembro de 2014).

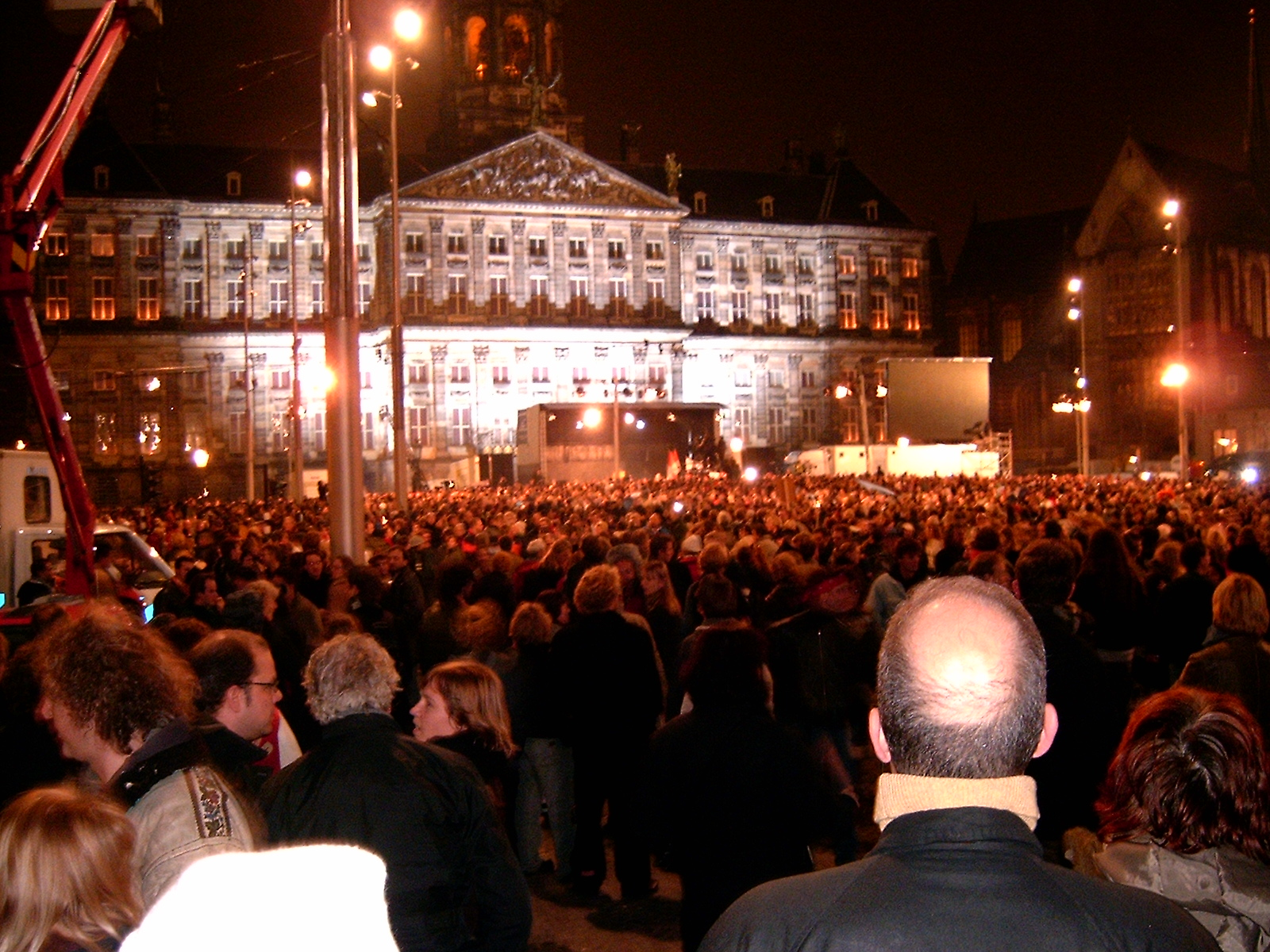
Manifestação na praça Dam, depois que van Gogh foi morto.

Van Gogh foi baleado e esfaqueado por Mohammed Bouyeri enquanto ia de bicicleta ao trabalho em 2 de novembro de 2004, por volta das 9 horas da manhã (hora local). Bouyeri também feriu alguns transeuntes e deixou em cena uma nota contendo ameaças de morte a Ayaan Hirsi Ali, que se escondeu. Ele também ameaçou os países ocidentais e os judeus, e se referiu a ideologias da organização egípcia Takfir wal-Hijra.
Bouyeri, um cidadão holandês-marroquino de 26 anos, foi preso pela polícia depois de uma perseguição. As autoridades alegaram que ele tinha laços terroristas com a rede islamita holandesa Hofstad. Ele foi acusado de tentativa de assassinato de vários policiais e transeuntes, posse ilegal de arma de fogo e conspiração para assassinar outros, incluindo Hirsi Ali. Ele foi condenado no julgamento em 26 de julho de 2005 e condenado à prisão perpétua sem chance de liberdade condicional. O assassinato provocou indignação e pesar em todos os Países Baixos. Flores, cartas, desenhos e outras expressões de luto foram deixados no local do assassinato.

### Velório
A cerimônia de cremação ocorreu em 9 de novembro. Temendo que não sobrevivesse a um voo planejado para Nova York, Van Gogh falou sobre seus desejos fúnebres com amigos pouco antes de sua morte. O historiador holandês Maarten van Rossem foi convidado pelos parentes de Van Gogh para discursar, algo que ele achou difícil, pois queria evitar soar apocalíptico. O pai de Van Gogh sugeriu que seu filho teria gostado da atenção da mídia provocada por seu assassinato.

### Consequências
No dia seguinte ao assassinato, a polícia holandesa prendeu oito pessoas que supostamente pertenciam a um grupo mais tarde referido como Hofstad. Seis presos eram holandeses-marroquinos, um holandês-argelino e um tinha dupla nacionalidade espanhola-marroquina. O Gabinete de Reclamações de Discriminação na Internet (MDI) holandês recebeu muitas queixas sobre sites elogiando o assassinato e fazendo ameaças de morte contra outras pessoas.
Ao mesmo tempo, começando com quatro tentativas de ataques incendiários contra mesquitas no fim de semana de 5 a 7 de novembro, houve incidentes violentos de retaliação contra os muçulmanos, incluindo uma bomba que explodiu em uma escola muçulmana em Eindhoven. O Centro Holandês de Monitoramento do Racismo e da Xenofobia registrou um total de 106 incidentes violentos em novembro contra alvos muçulmanos. A Agência Nacional Holandesa de Serviços Policiais (KLPD) registrou 31 ocasiões de violência contra mesquitas e escolas islâmicas entre 23 de novembro e 13 de março de 2005. Um incêndio criminoso destruiu uma escola primária muçulmana em Uden em dezembro de 2004. No dia 8 de novembro, no entanto, igrejas cristãs foram relatadas como alvos de vandalismo e ataques criminosos. Um relatório da Fundação Anne Frank e da Universidade de Leiden contabilizou um total de 174 incidentes violentos entre 2 e 30 de novembro; mesquitas foram alvo de violência 47 vezes, enquanto igrejas foram atacadas 13 vezes.
O assassinato ampliou e polarizou o debate nos Países Baixos sobre a posição social de seus mais de um milhão de residentes muçulmanos. Também colocou em questão a tradição liberal do país, apenas dois anos após o assassinato de Pim Fortuyn. Geert Wilders, parlamentar holandês independente, defendeu a suspensão de cinco anos de imigrantes de sociedades não-ocidentais, dizendo: "A Holanda tem sido tolerante demais e por muito tempo com pessoas intolerantes. Não devemos importar uma sociedade islâmica atrasada ao nosso país".
O filho de Theo van Gogh afirma que ele foi atacado em várias ocasiões por jovens de ascendência marroquina e turca e que a polícia não lhe deu ajuda ou proteção. A polícia negou receber qualquer denúncia de ataques.

## Legado

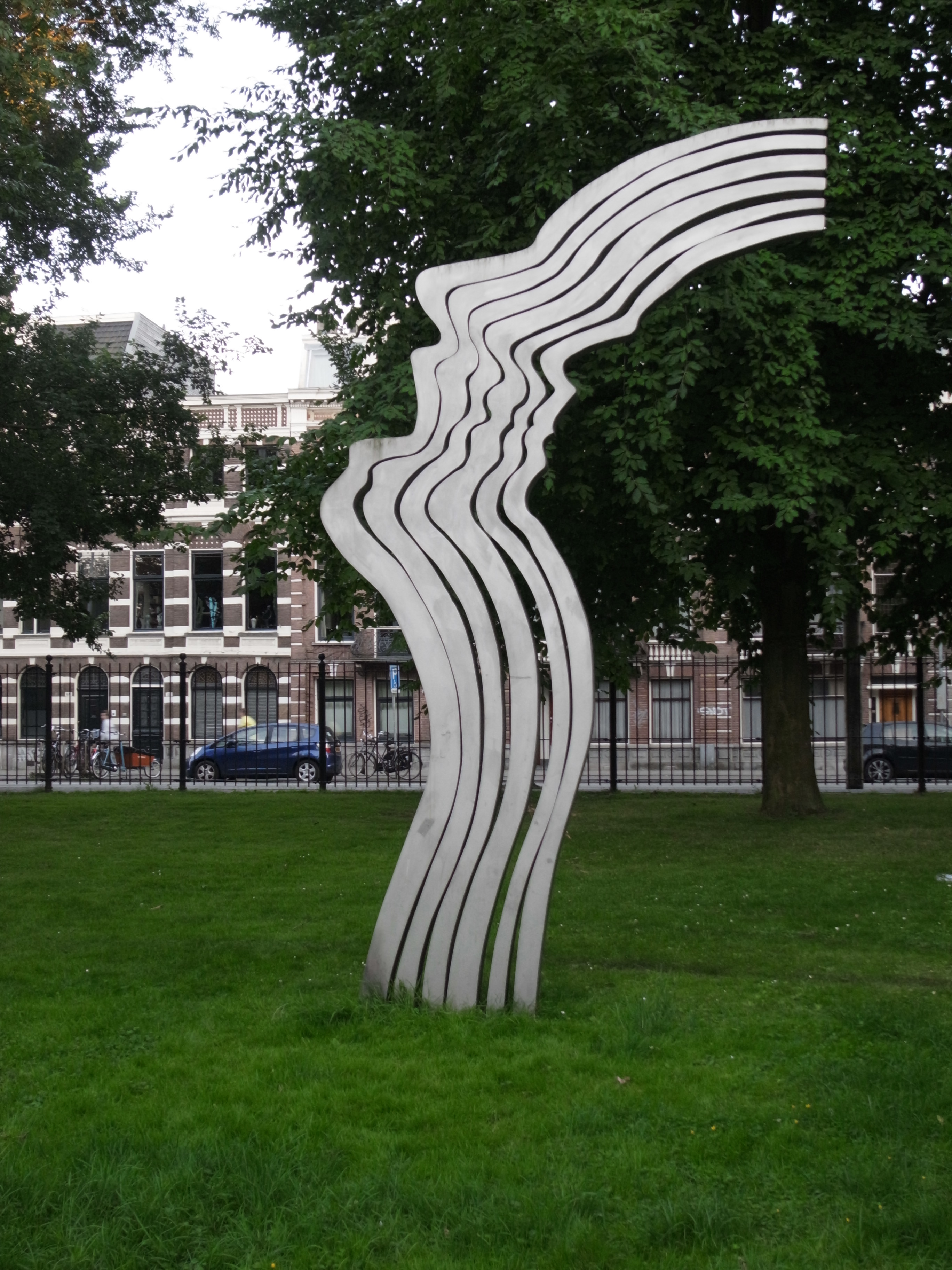
De Schreeuw (O Grito), um memorial para Theo van Gogh e um símbolo da liberdade de expressão.

Em 18 de março de 2007, uma escultura em homenagem a Theo van Gogh, intitulada De Schreeuw ("O Grito"), foi inaugurada em Amsterdã. Ela está localizada no Oosterpark, a uma curta distância de onde Van Gogh foi assassinado. Uma fundação privada, a Fundação para a Liberdade de Expressão, também foi criada para ajudar a financiar a proteção dos críticos do Islã e dos muçulmanos.

### Reação
No mundo de língua inglesa, a controvérsia surgiu após o artigo de Rohan Jayasekera sobre van Gogh ser publicado no Index on Censorship. O editor associado da revista disse que Van Gogh era um "fundamentalista da liberdade de expressão" que esteve em uma "operação de martírio", enraivecendo seus críticos muçulmanos no silêncio com obscenidades "em um abuso de seu direito de livre discurso". Descrevendo o filme de Van Gogh, Submission, como "furiosamente provocativo", Jayasekera disse que sua morte foi:
Um clímax sensacional para a performance pública de uma vida inteira, esfaqueado e baleado por um fundamentalista barbudo, uma mensagem do assassino preso por um punhal ao peito, Theo van Gogh se tornou um mártir da liberdade de expressão. Sua passagem foi marcada por uma magnífica barragem de barulho quando Amsterdã foi às ruas para celebrá-lo da maneira que o próprio homem realmente apreciaria. E que momento! Assim como seu filme biográfico há muito esperado da vida de Pim Fortuyn está pronto para ser exibido. Bravo, Theo! Bravo!
Tanto os comentaristas de esquerda quanto os de direita criticaram o artigo. Em dezembro de 2004, Nick Cohen, do The Observer de Londres, escreveu:
Quando perguntei a Jayasekera se ele tinha algum arrependimento, ele disse que não tinha nenhum. Ele me disse que, como muitos outros leitores, eu não deveria ter cometido o erro de acreditar que o Index on Censorship era contra a censura, até mesmo a censura assassina, em princípio - da mesma forma que a Anistia Internacional se opõe à tortura, incluindo tortura assassina, em princípio. Pode ter sido assim em sua juventude radical, mas agora estava tão preocupado em combater a "fala do ódio" quanto proteger a liberdade de expressão.
O relato de Cohen sobre a conversa foi repudiado pelo editor do Index on Censorship, que respondeu com uma carta ao The Observer.

## Obras

### Livros
Van Gogh contribuiu para vários jornais e revistas, tendo tido várias disputas e demissões.
Foi autor dos seguintes livros:
- Engel (1990)
- Er gebeurt nooit iets (1993)
- Sla ik mijn vrouw wel hard genoeg? (1996)
- Allah weet het beter (2003)

### Filmes
- Luger (1982)
- Een dagje naar het strand (1984)
- Charley (1986)
- Terug naar Oegstgeest (1987)
- Loos (1989)
- Vals licht (1993)
- Ilse verandert de geschiedenis (1993)
- 06 (1994)
- Reunie (1994)
- Eva (1994)
- Een galerij: De wanhoop van de sirene (1994)
- De Eenzame Oorlog Van Koos Tak (1995)
- Blind Date (1996)
- Hoe ik mijn moeder vermoordde (1996)
- In het belang van de staat (1997)
- Au (1997)
- De Pijnbank (1998)
- Baby Blue (2001)
- De nacht van Aalbers (2001)
- Najib en Julia (2002)
- Interview (2003)
- Zien (2004)
- Submission (2004)
- Cool (2004)